# Герцог Лафойнш
Герцог де Лафойнш (порт. Duque de Lafões) — португальский дворянский титул. Он был создан 17 февраля 1718 года королем Жуаном V для своего племянника, Педру Энрике де Браганса (1718—1761), старшего сына инфанта Мигеля де Браганса (1699—1724), незаконнорождённого сына короля Педру II Спокойного и Анн-Мари де Вержэ. Хотя мать Педру, Луиза Казимира де Соуза Нассау и Линь (1694—1729), была первой, кто использовал этот герцогский титул. Позднее этот титул был передан его младшему брату, Жуану Карлушу де Браганса и Линь де Соуза Таварес Маскаренхасу да Сильве (1719—1806), который с 6 января по 21 мая 1801 года занимал пост премьер-министра Португалии.

## Список герцогов Лафойнш
Луиза Казимира де Соуза Нассау и Линь, герцогиня де Лафойнш (1694—1729), в 1715 году вышла замуж за инфанта Мигеля де Браганса (1699—1724), внебрачного сына короля Португалии Педру II Спокойного, стала первой, которая стала использовать этот герцогский титул. Тем не менее, она не входит в список герцогов, так как король Жуан V своим указом пожаловал герцогский титул её старшему сыну Педру.
1. Луиза Антония Инеш Казимира де Соуза Нассау и Линь (9 июня 1694 — 16 мая 1729)
2. Педру де Браганса и Линь Соуза Таварес Маскаренхас да Сильва (10 января 1718 — 26 июня 1761), старший сын предыдущей
3. Жуан Карлуш де Браганса и Линь Соуза Таварес Маскаренхас да Сильва (6 марта 1719 — 10 ноября 1806), младший брат предыдущего
4. Ана де Браганса и Линь Соуза Таварес Маскаренхас да Сильва (21 сентября 1797 — 12 сентября 1851), вторая дочь предыдущего. Супруга Сигизмундо Каэтано Альвареша Перейры де Мело
5. Мария Карлота де Браганса и Линь Соуза Таварес Маскаренхас да Сильва (22 августа 1820—1865), старшая дочь предыдущих. Супруга Педру Жуана де Португаля и Кастро (1830—1878)
6. Каэтано де Браганса и Лигне Соуза Таварес Маскаренхас да Сильва (12 мая 1856 — 7 ноября 1927), старший сын предыдущих
7. Афонсу де Браганса (19 марта 1893 — 22 сентября 1946), единственный сын предыдущего
8. Лопо де Браганса (19 августа 1921 — 3 апреля 2008), старший сын предыдущего
9. Афонсу Каэтано де Баррос и Карвальоза де Браганса (род. 11 января 1956), старший сын Мигеля Бернардо де Брагансы (1927—2002), племянник предыдущего.

## Генеалогическая таблица
```
                
Педру II Спокойный
    Чарльз-Жозеф<---1684--->Мариана Луиза де Соуза
               (1648–1706)             (1661–1713)        |         (1672–1743)
             
Король Португалии
        Принц де Линь      |   2-я маркиза де 
Арроншиш

                    |                                     | 5-я графиня де 
Миранда-ду-Корву

                    |                                     |
          __________|.........                            |
          |                  :                            |
          |                  :                            |
        
Жуан V
      
Мигель де Браганса
<----1715----->
Луиза-Казимира

     (1689–1750)       (1699–1724)          |        де Соуза-Линь
   Король Португалии      
Инфант
        |          (1694–1729)
          |                                 |       
герцогиня де Лафойнш

          |                                 | 6-я графиня де Миранда-ду-Корву
 
Королевский дом Португалии
             |                        
                                 _________ _|__________
                                |                      |
                             Педру Энрике      Жуан Карлуш
                             (1718–1761)          (1719–1806)
                      
1-й герцог де Лафойнш
   
2-й герцог де Лафойнш

                                                         |                         
                                                         |
                                                         |
                                                 
Дом герцогов де Лафойнш
```